# Nazionale maschile under 19 di football americano del Guatemala
La nazionale Under-19 di football americano del Guatemala è la selezione maggiore maschile di football americano della AGFA che rappresenta il Guatemala nelle varie competizioni ufficiali o amichevoli riservate a squadre nazionali.

## Risultati
Legenda: Grassetto: Risultato migliore, Corsivo: Mancate partecipazioni

## Dettaglio stagioni

### Amichevoli
| Stagione | Vin | Par | Per | Tot | PF | PS | avversaria            |
| -------- | --- | --- | --- | --- | -- | -- | --------------------- |
| 2017     | 2   | 0   | 0   | 2   | 44 | 12 | El Salvador, Honduras |
| Totale   | 2   | 0   | 0   | 2   | 44 | 12 |                       |

### Riepilogo partite disputate
| Anno            | Luogo               | Evento     | Fase del torneo | Incontro                | Risultato |
| 4 febbraio 2017 | San José Pinula     | Amichevole |                 | Guatemala - El Salvador | 24 - 0    |
| 4 febbraio 2017 | Città del Guatemala | Amichevole |                 | Guatemala - Honduras    | 20 - 12   |

## Confronti con le altre Nazionali
Questi sono i saldi del Guatemala nei confronti delle Nazionali incontrate.

### Saldo positivo
| Nazionale   | Giocate | Vinte | Pareggiate | Perse | PF | PS | Ultima vittoria | Ultimo pari | Ultima sconfitta |
| ----------- | ------- | ----- | ---------- | ----- | -- | -- | --------------- | ----------- | ---------------- |
| El Salvador | 1       | 1     | 0          | 0     | 24 | 0  | 2017            | -           | -                |
| Honduras    | 1       | 1     | 0          | 0     | 20 | 12 | 2017            | -           | -                |